# Tyra Lundgren

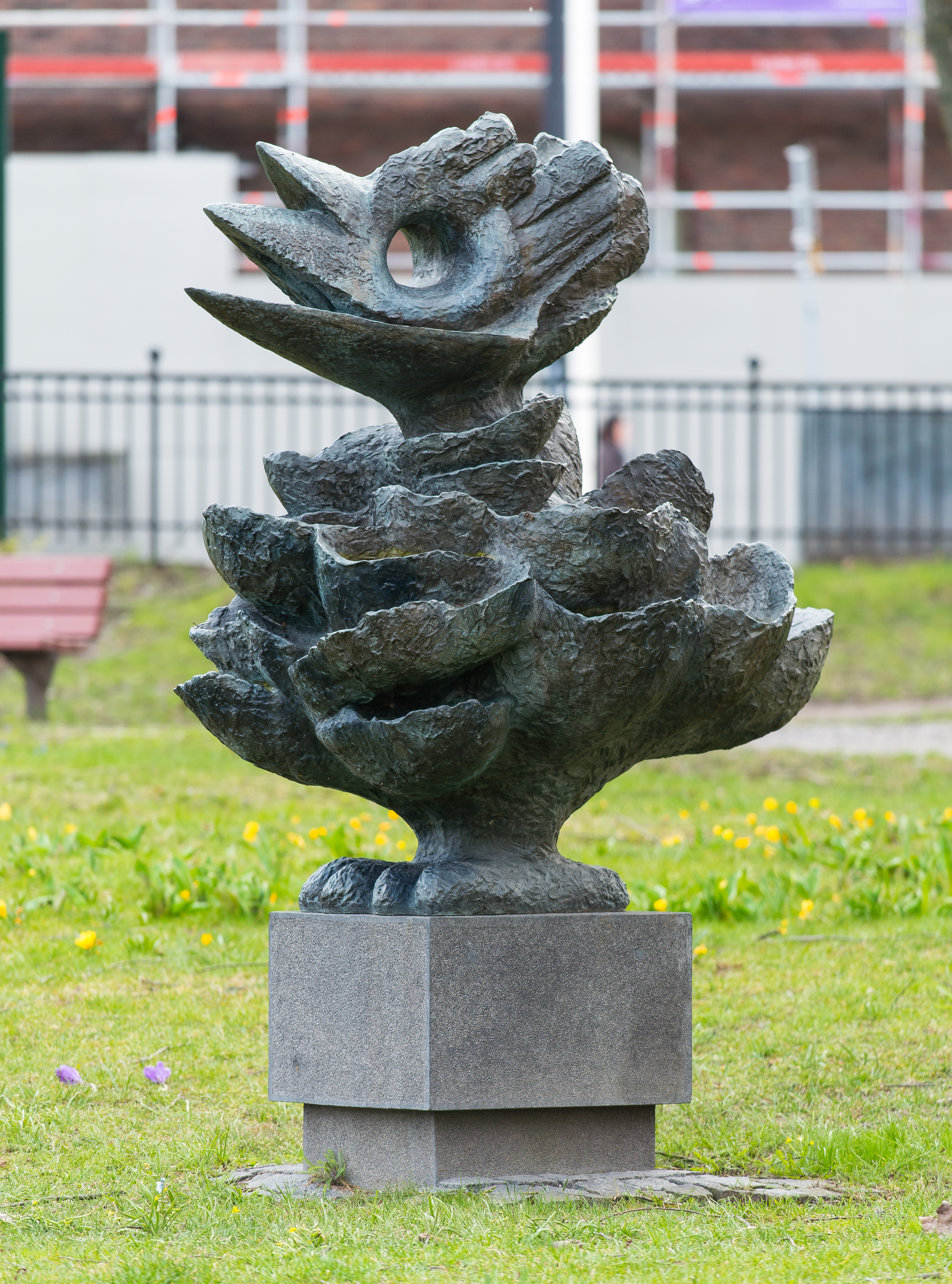
Fågel blå i Yngve Larssons park mittemot Stockholms stadshus i april 2015.

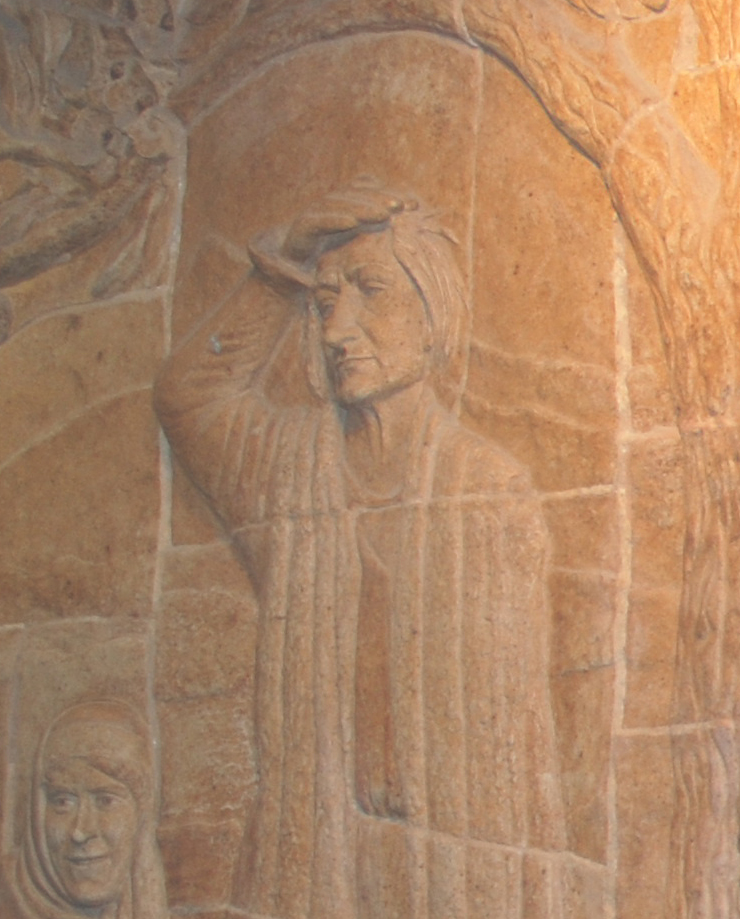
Detalj av stengodsreliefen Märkeskvinnor (1947), föreställande Ellen Key, Högre allmänna läroverket för flickor på Södermalm i Stockholm.

Solfågel i brons, Almedalen i Visby.

Tyra Carolina Lundgren, född 9 januari 1897 i Stockholm, död 20 november 1979, var en svensk skulptör, keramiker, glas- och textilkonstnär, målare och författare.

## Utbildning och verksamhet
Tyra Lundgren var dotter till veterinärprofessorn John Lundgren och Edith Åberg. Efter sju år vid Djursholms samskola studerade hon vid Högre konstindustriella skolan 1914–1918 och därefter (sista året lästes parallellt) på Kungliga Konsthögskolan i Stockholm 1918–1922. Åren 1920–1921 varvade hon utbildningen på Konsthögskolan med studier utomlands i skulptur för Anton Hanak i Wien och i måleri för André Lhôte i Paris. I Paris tecknade hon även kroki på Académie de la Grande Chaumière. Tyra Lundgren bodde och arbetade i Frankrike och Italien fram till 1940, då hon återvände till Sverige.
Tyra Lundgren arbetade som fristående formgivare för ett stort antal europeiska keramikföretag och glasbruk. Åren 1922–1924 arbetade hon för S:t Eriks Lervarufabriker. Inför Göteborgsutställningen 1923 anställdes hon av Lidköpings porslinsfabrik, där hon tillsammans med Einar Forseth formgav en kollektion hushållsgods. Även några andra servisdekorer tillkom i detta sammanhang. Åren 1924–1937 gjorde hon formgivning för Arabia, dock med avbrott för vistelser i Rom 1927–1930 och i Paris 1930–1939. I samband med Stockholmsutställningen 1930 utförde hon arbeten även för Lidköping och Rörstrand, i samband med att fabrikerna nu gått samman. Lundgren hade 1930 beslutat sig för att bosätta sig i Paris för gott men tvingades återvända till Sverige vid andra världskrigets utbrott och erbjöds 1940 anställning som självständig konstnär med egen ateljé vid Gustavsbergs porslinsfabrik. Där kom hon att vara verksam fram till 1950.
Hon har även arbetat för glasbruken Rejmyre och Kosta, finländska glasbruket Riihimäki 1924–1929, böhmiska glasbruket Moser i Karlsbad 1922, franska porslinsföretag i Sèvres och det venetianska glasbruket Vetri Muranesi Venini under 1930-talet.
Tyra Lundgren gjorde även 1943 och 1949 ett antal arbeten för handtrycksateljén Licium och skapat mönsterförlagor till tapeter.
De flesta av hennes offentliga verk är framställda i högbränt stengods eller av brons. I hennes produktion finns djurmotiv som ett viktigt tema, framför allt har hon gjort sig känd för fågelfigurer. Förutom i Sverige finns hennes konst representerad på museer runt om i Europa och Nordamerika. Under senare år hade hon en ateljé i Fide på Gotland, och hon donerade en samling egna målningar till Gotlands Konstmuseum. År 1950 tilldelades hon medaljen Litteris et Artibus. Tyra Lundgren är begravd på Fide kyrkogård.

## Offentliga verk i urval
- Livets rikedom (1944), stengodsrelief i Borås krematorium
- Märkeskvinnor (1947), stengodsrelief, Högre allmänna läroverket för flickor på Södermalm i Stockholm
- Det eviga, Wieselgrenska skolan, Helsingborg
- Solflickan, dåvarande Borgholms lasarett
- Drottning Kristina (1951), Bromma kommunala flickskola i Stockholm
- Stenhuggaren (1951), Burgsviks skola
- Älvens historia (1951), stengodsrelief, Nämforsens kraftverk
- Svanbrunnen (1953), relief i glaserat stengods, Södersjukhuset i Stockholm
- Gryningstimme (1954), relief i glaserat stengods, Danderyds sjukhus
- Märta Måås-Fjetterström, stenrelief, Kulturhistoriska Museet i Lund
- Gotlandsfiskare (1959),  stengodsrelief i Visby stadsbibliotek
- Salomos dom (1959), stengodsrelief i Uppsala tingshus
- Fågel blå (1975), brons, i Yngve Larssons park på Kungsholmen i Stockholm
- Solfågel (1976), brons, Almedalen i Visby
- Fågelpelare, 1979, brons, Danderyds sjukhus i Danderyd
- Svanbrunnen, 1983, keramik, innanför entrén till Södersjukhuset i Stockholm

- Lundgren finns representerad vid bland annat Nationalmuseum i Stockholm,[11] Norrköpings konstmuseum [12] och Kalmar konstmuseum.[13]